# Marga Ingeborg Thome
Marga Ingeborg Thome (* 17. Juli 1942 in Oberlöstern, Wadern) ist eine deutsch-isländische Pflegewissenschaftlerin und erste Dekanin der pflegewissenschaftlichen Fakultät an der Universität Island.

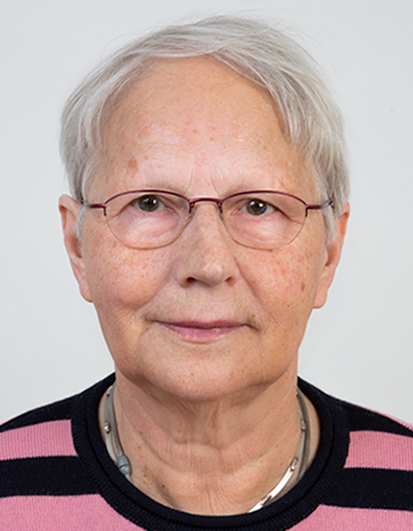
Marga Ingeborg Thome, Juli 2019

## Leben

### Deutschland
Marga Ingeborg Thome wurde als Tochter einer Bergmannsfamilie geboren. Die Eltern waren Alois und Katharina Thome. Bereits mit 14 Jahren startete sie als Stationsgehilfin in einem Krankenhaus in das Arbeitsleben und lernte gleichzeitig das Thema Pflege auch in ihrer Familie mit einem pflegebedürftigen Großvater kennen. Eine weitere Prägung für Marga Thome war das Aufwachsen in der Grenzregion Saarland und das Erleben der beginnenden europäischen Öffnung. Deshalb wollte sie nach der Krankenpflegeausbildung im Ausland weiterlernen.
Thome schloss die Reifeprüfung am Ketteler-Kolleg in Mainz ab. Im Jahr 1963 beendete sie ihre Krankenpflegeausbildung an der Krankenpflegeschule des Universitätsklinikums Homburg. Therese Valerius, eine Oberschwester an der Universitätsklinik Mainz begann 1964 zusammen mit den Anästhesieprofessoren Miklós Halmágyi und Hans Nolte mit der Durchführung der ersten systematischen Fachweiterbildung für Anästhesie- und Intensivpflege von zwei Jahren Dauer. Valerius wollte Thome gerne als Nachfolgerin aufbauen, aber Thome entschied anders. Es folgte 1965 das schweizerische Examen zur Hebamme am Kantonalen Frauenspital in Bern. Im Jahr 1973 absolvierte Thome auf Empfehlung der Heidelberger Pflegewissenschaftlerin Antje Grauhan (1930–2010) die Weiterbildung zur Lehrerin für Pflegeberufe an der Schwesternschule der Universität Heidelberg. Hier lernte sie auch die später erste habilitierte Pflegewissenschaftlerin in Deutschland, Marianne Arndt (* 1946), kennen. An der Universität Manchester (England) folgten dann das Diplom in „Advanced Nursing Studies“ sowie der pflegewissenschaftliche Masterabschluss im Jahr 1977. 20 Jahre später, im Jahr 1997, folgte die Promotion an der „Queen Margaret Universität“ in Edinburgh, Schottland.

### Island
Im Jahr 1977 erhielt Thome den ersten Lehrstuhl der Pflegewissenschaft als Lektorin an der Pflegewissenschaftlichen Fachabteilung der Medizinischen Fakultät der Universität Island in Reykjavik. Das „Department of Nursing“ war zwischen 1973 und 2000 in die „Faculty of Medicine“ der Universität Reykjavik eingebunden. In dieser einsamen Position als erste Pflegeprofessorin in Island erhielt Thome Unterstützung durch die deutsche Pflegewissenschaftlerin Ruth Schröck. 
Reykjavik besaß zuvor seit 1930 mehrere Jahrzehnte lang die erste und einzige Pflegeschule Islands, die zunächst von Kristin Thoroddsen und ab 1948 von Sigrídur Bachmann (1901–1990) geleitet worden war. Im Jahr 1970 appellierte die Weltgesundheitsorganisation an die europäischen Länder, ihre Universitäten für Pflegeberufe zu öffnen, ein Aufruf, dem allerdings nur wenige Länder nachkamen. Eines davon war Island. Von 1973 bis zum Jahr 1983 wurde, in Folge des Aufrufs der WHO, ein pflegewissenschaftlich-universitärer Bachelor-Studiengang zunächst als Modellstudiengang eingeführt. Die Weltgesundheitsorganisation hatte in diesem Modellstudiengang beratende Funktion. Im Jahr 1980 erwarb Marga Thome den Titel Dozentin, zwischen 2003 und 2006 war sie die erste Dekanin der Pflegewissenschaftlichen Fakultät. Die Vizedekanin in diesem Zeitraum war Sóley Sesselja Bender, im Amt der Dekanin folgte Marga Thome im Jahr 2003 die Spezialistin für „Family Health Nursing“, Erla Kolbrún Svavarsdóttir. Im Jahr 2006 wurde Thome auf eine Professur daselbst berufen. Sie behielt diese Position bis zu ihrer Emeritierung im Jahr 2012. Thome war jahrzehntelang Vertreterin des Bildungsministeriums im isländischen Pflegerat.

### Forschungsschwerpunkte
Thome war von 1997 bis 2000 die erste Vorsitzende des Pflegeforschungsinstituts an der Universität Island. Zwischen 2000 und 2007 war sie isländische Repräsentantin in der „Arbeitsgruppe Europäischer Pflegeforscher“ („Workgroup of European Nurse Researchers“ WENR). Ihr inhaltlicher Schwerpunkt in der Forschung war die seelische Gesundheit von Mutter, Kind und Familie. Ihre Forschungsarbeiten bezogen auf das Stillen isländischer Mütter, auf die nachgeburtliche seelische Gesundheit von Mutter und Kind sowie auf Schlafprobleme von Säuglingen und Kleinkindern. Es entstanden mehrere Übersichtsstudien zur seelischen Gesundheit während der perinatalen Periode sowie ein Online-Fortbildungskurs für Pflegekräfte an den Gesundheitszentren Islands zur postpartalen seelischen Gesundheit von Mutter und Kind. Thome arbeitete an dieser Thematik mit ihren Studierenden sowie einem interdisziplinären Team aus Psychiatern, Geburtshelfern, Psychologen, Hebammen, Pflegenden, Allgemeinmedizinern und Statistikern.
Thome ist Sprecherin der Fachgruppe Pflege- und Therapiewissenschaft des Netzwerks „Heidelberg Alumni International“ der Ruprecht-Karls-Universität Heidelberg. Sie beschäftigt sich mit der pflegewissenschaftlichen Komparatistik zwischen Deutschland und Island. In diesem Kontext erstellte sie 2025 Biografien wichtiger isländischer Pflegepersonen in Band 11 des Biographischen Lexikons zur Pflegegeschichte „Who was who in Nursing history“, das von Hubert Kolling herausgegeben wird.

### Familie
Thome ist Deutsch/Isländische Staatsbürgerin und lebt seit 1973 in Seltjarnarnes in Island. Sie war verheiratet mit Erlingur Bertelsson (1937–2007), einem Juristen des isländischen „Ministeriums für Erziehung, Wissenschaft und Kultur“. Aus der Ehe ging Tochter Katrin Erlingsdóttir hervor. Thome hat zudem drei Enkelkinder.

## Ehrungen
- 17. Juni 2010: Ritterkreuz des Isländischen Falkenordens (höchster Orden des Isländischen Staates) für die Verdienste um die Pflegewissenschaft
- Juni 2019: Isländischer Berufsverband für Pflegeberufe: Ehrenmitgliedschaft für die Verdienste in Ausbildung, Forschung und der Wissensentwicklung.
- Ein Raum der pflegewissenschaftlichen Fakultät der Universität Island trägt den Namen »Marga Stube«.[3]

## Publikationen (Auswahl)
- Marga Thome und Elke Vogel: Island. Pflege unter dem Polarkreis. In: Ingrid Kollak und Angelika Pillen (Hrsg.): Pflege-Ausbildung im Gespräch. Ein internationaler Vergleich, Frankfurt am Main 1998, S. 237 f.
- Marga Thome: Die Entwicklung mittelranginger Pflegetheorien als Bindeglied zwischen Pflegepraxis und Pflegeforschung (The development of middle-range theories – a bridge between nursing research- and practice). In: Osterbrink, Jürgen (Hrsg.): Erster internationaler Pflegetheorien-Kongress Nürnberg. Mit einer Einleitung von Ruth Schröck zur Bedeutung von Pflegetheorien für die Entwicklung der Pflegewissenschaft in Deutschland, Verlag Hans Huber, Bern, 1998, Seiten 270 f. Digitalisat Inhaltsverzeichnis
- Kristín Björnsdóttir, Marga Thome: Sérfræðingar í hjúkrun: Skilgreining, viðurkenning og nám (Nursing specialists. Definitions, Licencing and Education). In: Tímarit hjúkrunarfræðinga, 1(1), Seiten 28 f. Digitalisat
- Marga Thome: «Best practice» – evidenzbasierte Pflege, Expertenstandards oder «Clinical Guidelines» (Evidence based nursing care; Expert standards or Clinical guidelines). In: Pflege 19(3), Verlag Hans Huber, Bern 2006, Seiten 143 f. Digitalisat
- Rosa Maria Gudmundsdottir und Marga Thome: Evaluation of the effects of individual and group cognitive behavioural therapy and of psychiatric rehabilitation on hopelessness of depressed adults: A comparative analysis. In: Journal of Psychiatric and Mental Health Nursing, 2014, 21, Seiten 866 f.
- Marga Thome, Johanna Bernhardsdottir, Ingela Skärsäter, Jane Dimmit Champion: Designing and revising a cognitive behavioral group intervention for psychological distress among female university students. In: Journal of Nursing Education and Practice, 2018, Vol., 8, No. 3, Seiten 64 f. Digitalisat
- Linda B Lydsdottir, Louise M Howard, Halldora Olafsdottir, Marga Thome, Petur Tyrfingsson, J.F. Sigurdsson: The psychometric properties of the Icelandic version of the Edinburgh Postnatal Depression Scale (EPDS) when used prenatal. In: Midwifery 2019, 69, Seiten 45 f.
- Sigríður Sía Jónsdóttir,  Katarina Swahnberg, Marga Thome, Guðmundur Kristjan Oskarsson, Linda Bara Lyðsdóttir, Halldora Ólafsdottir, Jon Friðrik Sigurdsson,  Thora Steingrimsdottir: Pain management and medical interventions during childbirth among perinatal distressed women and women dissatisfied in their partner relationship: A prospective cohort study. In: Midwifery 2019, 69, 1–9. Digitalisat